# 美国谍梦
《美国谍梦》是乔·韦斯伯格所创造的美國冷战间谍电视剧，取材自2010年《非法人士計畫》。
本片于2013年1月30日起在FX首播，總共播放6季，2018年5月30日完結。

## 简介
二十世纪80年代美蘇冷戰时期，雷根刚刚当选美国总统后不久。两个前苏联克格勃间谍乔装成夫妻潛伏在华盛顿郊区收集情报。一方面华盛顿海量的情报都由他们经手，工作的压力危险不能让两个无知的孩子知道，所以夫妻一同開旅行社來掩飾身分；另一方面FBI探员斯坦搬到詹宁斯夫妇隔壁定居；菲利浦和伊丽莎白两人也产生感情，更要命的是菲利浦开始越来越适应美国人的生活和思维方式，而伊麗莎白心裡卻始終記掛著祖國，兩人漸漸有所分歧。

## 演员和角色
- 马修·瑞斯 饰 菲利浦·詹宁斯（英语：Philip Jennings），真實名為米沙（Mischa）
- 凯莉·罗素 饰 伊丽莎白·詹宁斯（英语：Elizabeth Jennings），真實名為 （Nadezhda)
- 諾亚·艾默里奇（英语：Noah Emmerich） 饰 斯坦·比曼（Stan Beeman）
- 霍莉·泰勒（英语：Holly Taylor） 饰 佩吉·詹宁斯（Paige Jennings）
- Keidrich Sellati 饰 亨利·詹宁斯（Henry Jennings）
- 马克西米利亚诺·埃尔南德斯 饰 FBI探员克里斯·阿马多尔
- 瑪果・麥汀達爾（英语：Margo Martindale） 飾 克勞蒂亞（Claudia）
- 安妮特·莫翰德魯 飾 蘇聯KGB反間諜妮娜（Nina Sergeevna Krilova）

## 系列总览
| 季數 | 集数 | 集数 | 首播日期      | 首播日期      |
| 季數 | 集数 | 集数 | 首映          | 季终          |
| ---- | ---- | ---- | ------------- | ------------- |
| 1    | 13   | 13   | 2013年1月30日 | 2013年5月1日  |
| 2    | 13   | 13   | 2014年2月26日 | 2014年5月21日 |
| 3    | 13   | 13   | 2015年1月28日 | 2015年4月22日 |
| 4    | 13   | 13   | 2016年3月16日 | 2016年6月8日  |
| 5    | 13   | 13   | 2017年3月7日  | 2017年5月30日 |
| 6    | 10   | 10   | 2018年3月28日 | 2018年5月30日 |

## 評價
《冷戰諜夢》獲得了評論家的廣泛好評。並入選了多家雜誌媒體的年度最佳劇集榜單及電視上最好的節目之一
。
美國電影學會將該系列列入2013、2014、2015、2016及2018的年度10大影集之一
。
2019年，英國《衛報》將其列入21世紀最偉大的100部電視劇集名單第43名。

## 獎項
- 2015 第5屆評論家選擇電視劇獎（英语：5th Critics' Choice Television Awards） 最佳戲劇類影集（英语：Critics' Choice Television Award for Best Drama Series）
- 2018 第70屆黃金時段艾美獎 最佳劇情類影集編劇（英语：Primetime Emmy Award for Outstanding Writing for a Drama Series）
- 2018 第70屆黃金時段艾美獎 最佳劇情類影集男主角（英语：Primetime Emmy Award for Outstanding Lead Actor in a Drama Series） - 馬修·瑞斯
- 2019 第76屆金球獎 最佳戲劇類電視劇集（英语：Golden Globe Award for Best Television Series – Drama）
- 2019 第11屆評論家選擇電視劇獎（英语：11th Critics' Choice Television Awards） 最佳戲劇類影集（英语：Critics' Choice Television Award for Best Drama Series）